# Schlacht von Engen
Ostrach – Feldkirch – Stockach I – Verona – Magnano – Cassano d’Adda – Bassignana – Frauenfeld – Winterthur – Zürich I – Trebbia – Mantua – Novi – Döttingen - Vlieter – Bergen – Gotthardpass – Teufelsbrücke – Dietikon – Zürich II – Linth – Muotatal – Näfels – Egmont – Castricum - Genola – Wiesloch – Genua – Rheinklingen – Engen – Stockach II –  Meßkirch – Biberach II – Montebello – Marengo – Höchstädt – Oberhausen – Brión – Hohenlinden – Walserfeld – Pozzolo – Kopenhagen – Algeciras I – Algeciras II

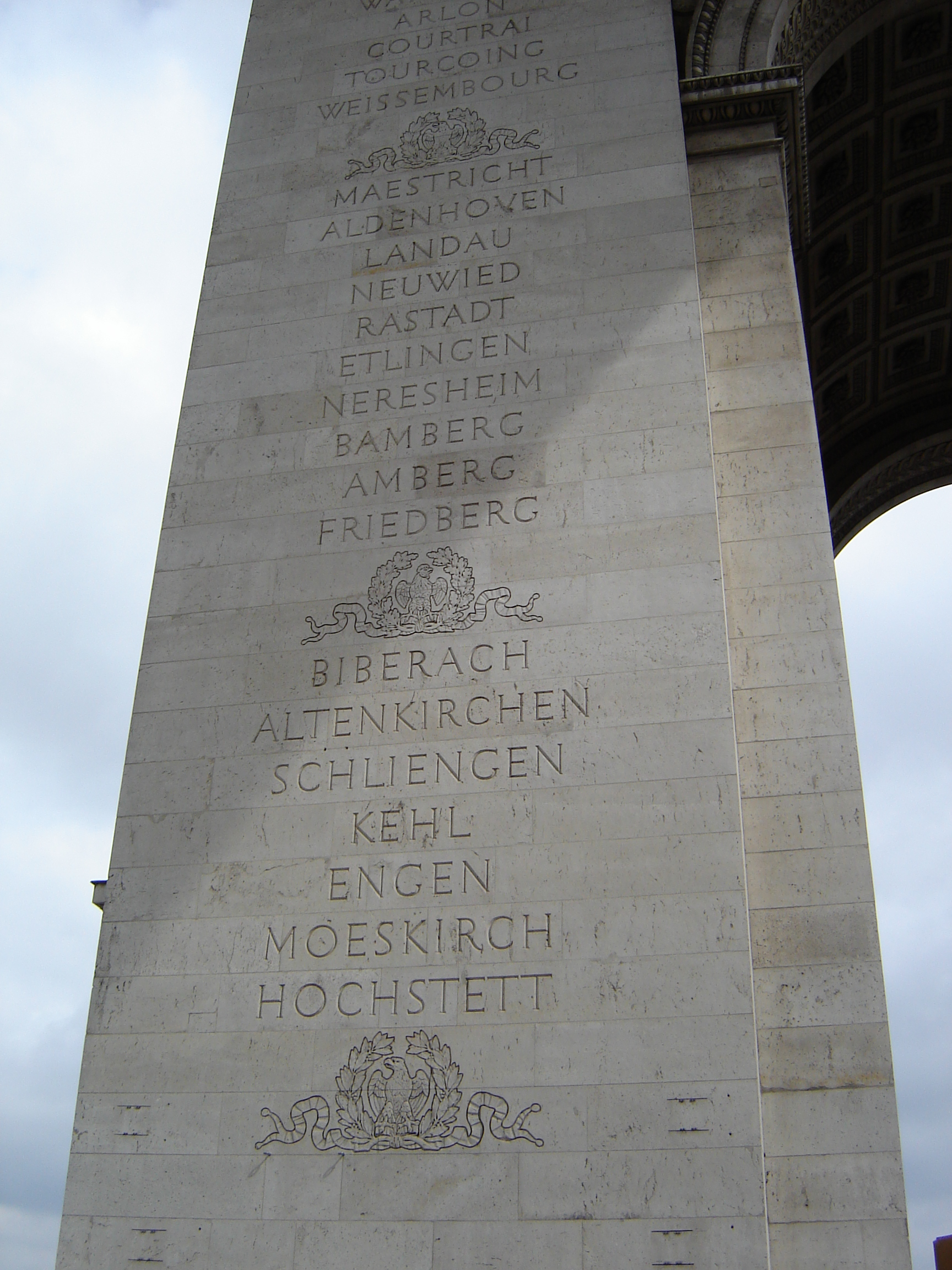
Schlacht von Engen auf dem Arc de Triomphe

Die Schlacht von Engen fand am 3. Mai 1800 (12. Floréal des Jahres VIII im republikanischen Kalender der französischen Revolution) zwischen dem von General Jean-Victor Moreau befehligten Gros der französischen Armee und der österreichischen Hauptarmee unter Befehl von General Pál Kray statt. Die heiß umkämpfte Schlacht wurde von den Franzosen gewonnen. Die Niederlage des Korps des Prinzen von Vaudemont in der am gleichen Tag geschlagenen zweiten Schlacht bei Stockach und der Anmarsch französischer Verstärkungen unter General Saint-Cyr zwangen Kray nach einer weiteren Niederlage in der Schlacht bei Meßkirch (5. Mai) zum Rückzug an die Donau.

## Aufmarsch
Erzherzog Karl wurde Anfang März 1800 im Oberbefehl in Süddeutschland durch General Kray ersetzt, dieser reiste am 5. März aus Wien ab und traf am 17. März in seinem Hauptquartier in Donaueschingen ein. Die noch in Versammlung stehende österreichische Hauptarmee war etwa 95.000 Mann stark und wurde in Stellungen zwischen Liptingen und Stockach konzentriert. Zusammen mit den separat operierenden Bayern, Mainzern und Württembergern zählte Krays Armee 123.800 Mann und deckte eine Linie zwischen Main und Tirol. Der rechte Flügel stand unter Feldzeugmeister Anton Sztáray und sicherte mit 19.000 Mann den Raum zwischen Rhein und Neckar, von Murg bis Heidelberg, links hielt er die Nidda Verbindung mit den kurmainzischen Verbündeten. Zwischen Renchen und Überlingen am Ried standen drei Divisionen unter FML Baron Kienmayer (mit 9.700 Mann), Friedrich Joseph von Nauenburg (mit 11.300 Mann) und Graf Vincenz Kolowrat (mit 13.300 Mann). Das in Tirol und Vorarlberg stehende Korps befehligte FML Fürst Reuss. Es zählte 24.300 Mann und war zwischen Rhein und dem Bodensee bis Buchhorn aufgestellt. Als Reserve lag das Korps von FML Graf Baillet de Latour mit 9.400 Mann Infanterie und 3.400 Reitern im Bereich Villingen, Engen und Tübingen, verstärkt durch die anschließende Artillerie-Reserve in Donaueschingen.
Den ebenso langen Linien den Österreichern gegenüber standen die vier Korps der französischen Rheinarmee unter General Moreau, welche bei Basel, Breisach, Straßburg und Mainz östliche Brückenköpfe innehatten; das Hauptquartier befand sich in Basel. General Moreau verfügte über etwa 120.000 Mann: am linken Flügel stand General Saint-Suzanne (18 Bataillone und 33 Schwadronen), in der Mitte marschierte Saint-Cyr (27 Bataillone und 28 Schwadronen) und am rechten Flügel das Korps des Generals Lecourbe (31 Bataillone und 23 Schwadronen). Das Reservekorps (32 Bataillone und 39 Schwadronen), kommandierte der Oberfeldherr Moreau selbst, allerdings nicht in zweiter Linie, sondern voraus als Vorhut. Gegen die Pläne des ersten Konsuls Bonaparte entschied sich Moreau für den Rhein-Übergang zwischen Schaffhausen und Breisach. Am 25. April gingen zuerst die Truppen St. Suzanne bei Straßburg und Kehl, das Korps unter St. Cyr bei Breisach über den Rhein. Moreaus Reservekorps überschritt den Rhein am 27. April bei Basel, eine Division unter General Richepanse bildete die Avantgarde und wurde nach Sankt Blasien vorausgeschickt, um die Vereinigung mit den Truppen Saint-Cyr herzustellen, dessen Korps bereits ab 25. April von Breisach noch Freiburg vorgerückt war und die österreichischen Vorposten ins Gebirge zurückgedrängt hatte. Das Korps unter General Lecourbe überschritt den Rhein mit 31.800 Mann erst am 1. Mai oberhalb Schaffhausen bei Stein. Nachdem seine Truppen den Rhein überquert hatten, zogen sich die Österreicher am 1. Mai aus Singen zurück, Einheiten der Division Vandamme besetzten darauf die kampflos übergebene württembergische Festung Hohentwiel.

## Verlauf der Schlacht
Am 2. Mai war das österreichische Heer von Donaueschingen aufgebrochen, um Moreaus Vordringen aufzuhalten. Moreau marschierte mit seinen Reservekorps gegen Engen, wohin auch das Korps St. Cyr strebte, welches über Blumberg anrückte. Der Ort Engen bildete am 3. Mai das Zentrum einer halbkreisförmigen Stellung, welche die Österreicher zur Verteidigung bezogen hatten. Der rechte Flügel der Österreicher stützte sich auf die Feste von Hohenhöwen und reichte bis Watterdingen, der linke Flügel stand zwischen Ehingen und Aach. Kray konnte am Beginn der Schlacht nur etwa 35.000 Mann vereinigen, weil der ihm unterstellte Prinz von Lothringen-Vaudemont mit seinen 12.000 Mann die militärischen wichtigen Magazine in Stockach und die Straße nach Meßkirch zu decken hatte und selbst bald durch General Lecourbe in eine Schlacht verwickelt wurde. Der rechte Flügel Krays wurde von der Division Sainte-Suzanne angegriffen, der linke Flügel stand zu weit entfernt, um Anteil an der folgenden Schlacht zu haben. Den französischen Truppen gelang es zunächst südlich des Ortes die Dörfer Welschingen und Ehingen zu stürmen und sich darin zu halten. Der Kampf um den Besitz eines rückwärtigen Plateaus im Gehölz von Welschingen war erbittert. Eine französische Division unter General Delmas griff gleichzeitig die österreichische Vorhut vor dem Dorfe Weiterdingen an und trieb sie bis nach Welschingen zurück, wo sie sich wieder sammeln konnte. Auf der Ebene hinter Welschingen entwickelte sich die starke österreichische Kavallerie, welche alle Versuche der Franzosen, dort durchzudringen, vereitelte.
Die von der feindlichen Kavallerie umzingelte französische 4. Halbbrigade öffnete sich mit ihren Bajonetten den Weg und schloss wieder zu den übrigen französischen Truppen auf.

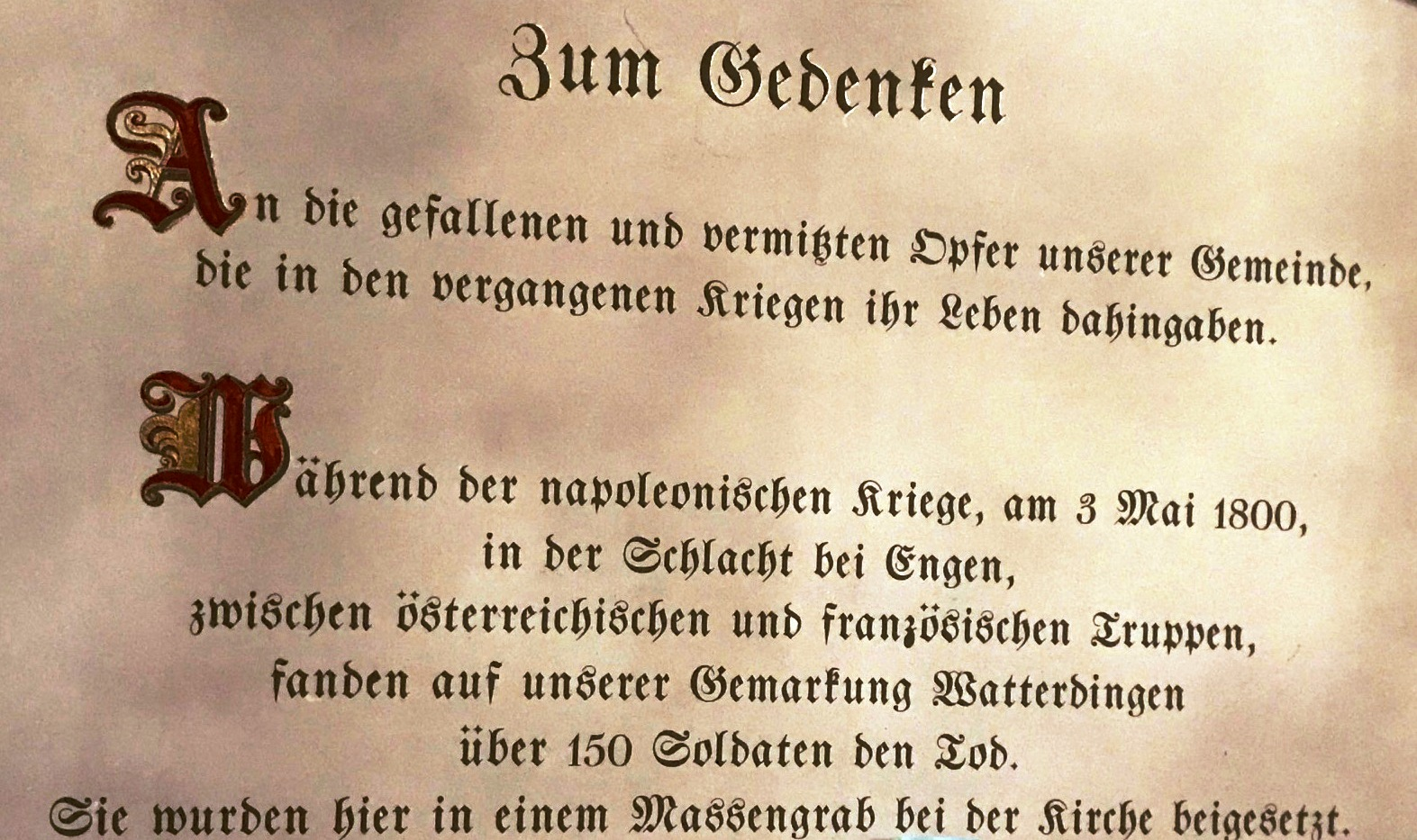
In der Kirche St. Gordian und Epimachus von Watterdingen erinnert eine Gedenkinschrift an den Tod von über 150 Soldaten in der Schlacht von Engen.

Die Überlegenheit der Artillerie erlaubte es den Österreichern unter FML von Nauendorf, sich längere Zeit auf dieser Höhenstellung zu halten. Im Verlauf des Tages eroberte Gouvion-Saint-Cyr das Plateau fünf Mal. Die Vernichtung des Korps von Joseph Maria von Vaudémont in Stockach verhinderte, dass Kray die Verstärkungen erhielt, mit denen er anfangs gerechnet hatte. Um zehn Uhr abends beschloss der österreichische General schweren Herzens den Rückzug in völliger Dunkelheit.

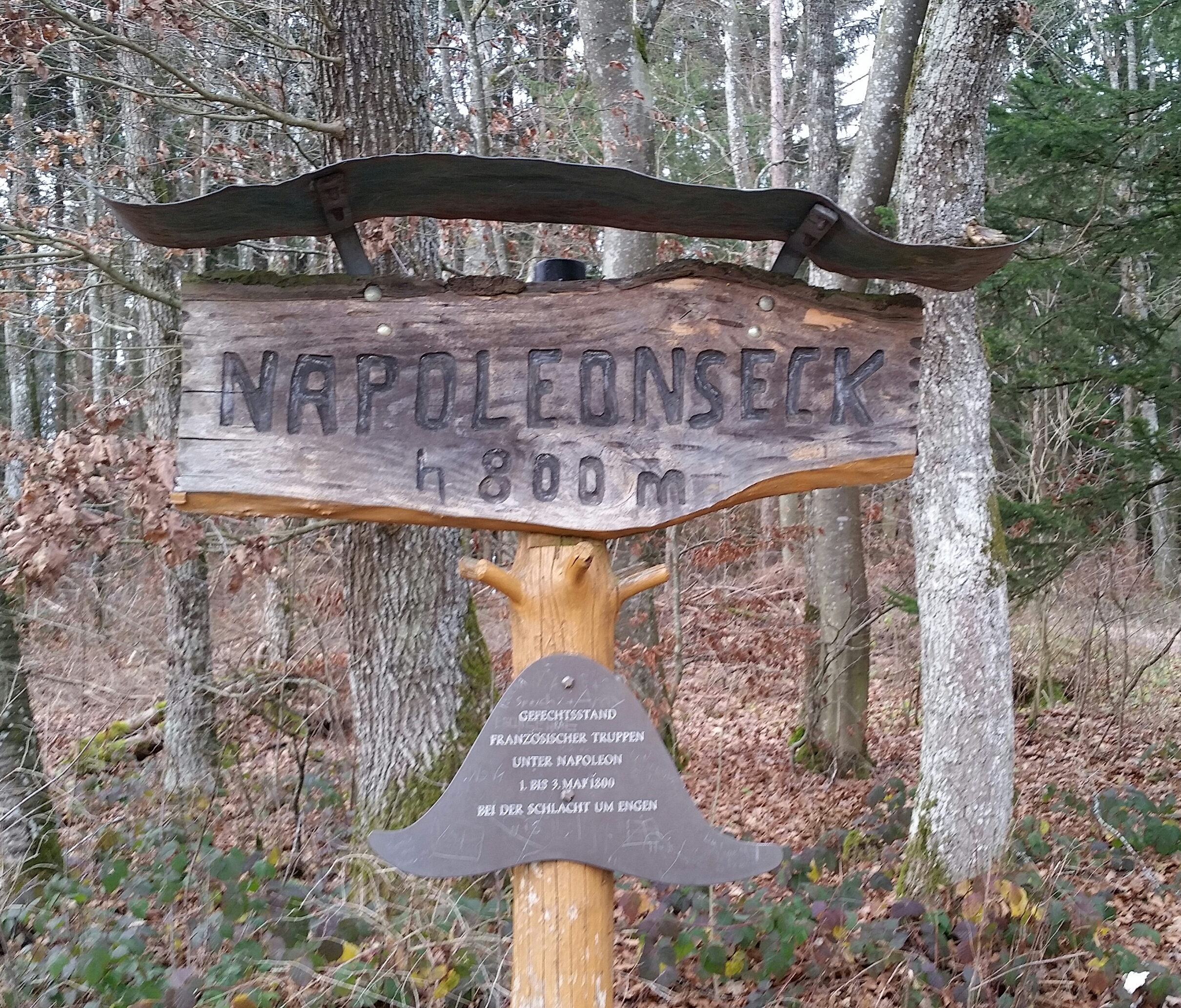
Napoleonseck bei Engen, Gefechtsstand französischer Truppen während des Schlacht von Engen

## Folgen
Moreaus Armee blieb bis 4. Mai untätig stehen und unterließ die Verfolgung des Gegners. Am Abend hatten sich Krays Truppen auf neuen Stellungen bei Meßkirch und Tuttlingen abgesetzt. Das französische Korps unter General Saint-Suzanne war zur Verfolgung auf dem linken Donau-Ufer gegen Geisingen aufgebrochen. Feldzeugmeister Kray wurde nach weiteren Niederlagen bei
Meßkirch (5. Mai) und Biberach Mitte Juni von den Franzosen aus seiner festen Stellung um Ulm vertrieben, endlich am 19. Juni nochmalig in der Schlacht bei Höchstädt besiegt und darauf am 31. Juli im Oberbefehl durch Erzherzog Johann ersetzt.

## Trivia
Der Name der Schlacht von Engen ist auf dem Arc de Triomphe in Paris eingraviert.
Ein Gefechtsstand der Franzosen auf dem damaligen Schlachtfeld heißt heute "Napoleonseck" und ist Endpunkt eines Wanderwegs und Geschichtspfads. Napoleon selbst dürfte allerdings niemals in Engen gewesen sein.
Auch der Straßenname "Zum Franzosenwäldle" in Engen weist auf die Anwesenheit französischer Truppen in der Vergangenheit hin.